# De Leonismus
De Leonismus, gelegentlich auch als Marxismus-Deleonismus bezeichnet, ist eine von Daniel De Leon entwickelte Strömung des Marxismus. De Leon war ein früher Vorsitzender der Socialist Labor Party of America (Sozialistische Arbeitspartei), der ersten sozialistischen Partei der USA, die sich bis 2008 ideologisch auf De Leon berief.

## Theorie
De Leon kombinierte die aufsteigende Theorie des Syndikalismus seiner Zeit mit dem orthodoxen Marxismus. Nach De Leonistischer Theorie sind radikale Industriegewerkschaften (spezialisierte Gewerkschaften) das Vehikel des Klassenkampfs. Dem Interesse des Proletariats dienende Gewerkschaften sollen die Voraussetzungen für die Errichtung einer sozialistischen Gesellschaftsordnung schaffen. Der Unterschied zum Anarcho-Syndikalismus ist, dass gemäß dem De Leonismus eine revolutionäre Partei notwendig ist, und dass es im Sozialismus eine Regierung geben wird.

## De Leonistische Parteien
- Socialist Labor Party of America
- New Union Party